# Сервій Корнелій Лентул (консул 303 року до н. е.)
Сервій Корнелій Лентул (лат. Servius Cornelius Lentulus; 340 — близько 290/285 роки до н. е.) — політичний, державний та військовий діяч Римської республіки, консул 303 року до н. е.

## Життєпис
Походив з патриціанського роду Корнеліїв, його гілки Лентулів. Син Гнея Корнелія Лентула. Про молоді роки його мало відомостей. 
У 303 році до н. е. його обрано консулом разом з Луцієм Генуцієм Авентіненсом. Під час своєї каденції розслідував змову мешканців Фрузіона (сучасний Фрозіноне), які мали намір підбурити плем'я герніків повстати проти Риму. Усі змовники були страчені. Після цього Сервій Корнелій Лентул здійснив похід до Умбрії проти розбійників. Подальша його доля невідома.